# Liste der Bodendenkmäler in Gerhardshofen
Auf dieser Seite sind die Bodendenkmäler in der mittelfränkischen Gemeinde Gerhardshofen zusammengestellt. Diese Tabelle ist eine Teilliste der Liste der Bodendenkmäler in Bayern. Grundlage ist die Bayerische Denkmalliste, die auf Basis des Bayerischen Denkmalschutzgesetzes vom 1. Oktober 1973 erstmals erstellt wurde und seither durch das Bayerische Landesamt für Denkmalpflege geführt wird. Die folgenden Angaben ersetzen nicht die rechtsverbindliche Auskunft der Denkmalschutzbehörde.

## Bodendenkmäler in Gerhardshofen
| Lage       | Objekt                                                                                 | Akten-Nr.     | Bild |
| ---------- | -------------------------------------------------------------------------------------- | ------------- | ---- |
| (Standort) | Freilandstation des Mesolithikums und Siedlung des Neolithikums und der Bronzezeit.    | D-5-6329-0008 |      |
| (Standort) | Burgstall des Mittelalters.                                                            | D-5-6330-0040 |      |
| (Standort) | Grabhügel vorgeschichtlicher Zeitstellung.                                             | D-5-6330-0041 |      |
| (Standort) | Befestigung vor- und frühgeschichtlicher oder mittelalterlicher Zeitstellung.          | D-5-6330-0042 |      |
| (Standort) | Grabhügel vorgeschichtlicher Zeitstellung.                                             | D-5-6330-0045 |      |
| (Standort) | Freilandstation des Mesolithikums.                                                     | D-5-6330-0046 |      |
| (Standort) | Grabenwerk vor- und frühgeschichtlicher Zeitstellung.                                  | D-5-6330-0047 |      |
| (Standort) | Siedlung vorgeschichtlicher Zeitstellung.                                              | D-5-6330-0051 |      |
| (Standort) | Siedlung vorgeschichtlicher Zeitstellung.                                              | D-5-6330-0052 |      |
| (Standort) | Siedlung vorgeschichtlicher Zeitstellung.                                              | D-5-6330-0053 |      |
| (Standort) | Siedlung des Neolithikums und der Latènezeit.                                          | D-5-6330-0055 |      |
| (Standort) | Freilandstation des Mesolithikums und Siedlung vorgeschichtlicher Zeitstellung         | D-5-6330-0077 |      |
| (Standort) | Siedlung der Spätlatènezeit.                                                           | D-5-6330-0078 |      |
| (Standort) | Mittelalterliche und frühneuzeitliche Befunde im Bereich des ehem. Schlosses           | D-5-6330-0135 |      |
| (Standort) | Mittelalterliche und frühneuzeitliche Befunde im Bereich der Evang.-Luth. Filialkirche | D-5-6330-0137 |      |
| (Standort) | Mittelalterliche und frühneuzeitliche Befunde im Bereich der Evang.-Luth. Filialkirche | D-5-6330-0139 |      |
| (Standort) | Mittelalterliche und frühneuzeitliche Befunde im Bereich der Evang.-Luth. Pfarrkirche  | D-5-6330-0152 |      |
| (Standort) | Grabhügel vorgeschichtlicher Zeitstellung.                                             | D-5-6430-0018 |      |